# Сан Джулиано ди Пуля
Сан Джулиа̀но ди Пу̀ля (на италиански: San Giuliano di Puglia) е село и община в Централна Италия, провинция Кампобасо, регион Молизе. Разположено е на 453 m надморска височина. Населението на общината е 1094 души (към 2010 г.).
В 31 октомври 2002 г. едно училище е било повредено от силно земетресение. 27 души от които 26 деца са загинали.